# 圣安多尼院长堂
圣安多尼院长堂（Chiesa di Sant'Antonio Abate）是一座罗马天主教教堂，位于意大利那不勒斯圣安多尼院长村（Borgo Sant'Antonio Abate）。
这座教堂曾是圣乔治骑士团所在地。
该堂有卢卡·焦尔达诺创作的两幅重要作品。